# Imaginismus
Imaginismus (russisch Имажинизм/ Imaschinism) war eine russische Dichtergruppierung zu Beginn der 1920er Jahre, die im Zusammenhang mit der so genannten Gruppowtschina, der Teilung der russischen Literatur in viele kleine Strömungen gesehen werden muss. Hauptvertreter waren Wadim Scherschenewitsch, Anatoli Marienhof und Alexander Kussikow sowie zum Teil Sergei Jessenin.
Den Auftakt der Bewegung bildete 1919 die Veröffentlichung eines Manifests in der Woronescher Zeitschrift Sirena. Die Bewegung grenzte sich einerseits programmatisch von den Futuristen ab, indem sie anstelle des Wortes das Bild in den Mittelpunkt ihrer Dichtung stellte, andererseits baute sie in vielem auf diesen auf. Es darf außerdem angenommen werden, dass Kontakte mit dem amerikanischen Dichter des Imagismus, Ezra Pound im Jahr 1915 zur Inspiration der russischen Dichterszene beigetragen hatte.
Das Bild sollte in der Dichtung der Imaginisten vollständig von Form und Inhalt befreit werden; im Ergebnis entstanden Gedichte voller Metaphern, Vergleiche und Analogien. Der Roman ohne Lüge (Roman bes wranja, 1927) von Anatoli Marienhof wiederum zeichnete sich vor allem durch freizügige Gedichte über das Liebesleben von Sergei Jessenin aus. 
Die Bewegung war sehr kurzlebig und verschwand bereits Mitte der zwanziger Jahre von der Bildfläche. Jessenin, der sich mit seinen visionären Bildassoziationen und neuen Bildtheorien deutlich von seinen weniger begabten Dichterkollegen abhob, zerstritt sich 1924 mit Marienhof und starb im folgenden Jahr. 